# امتيازات البلدة

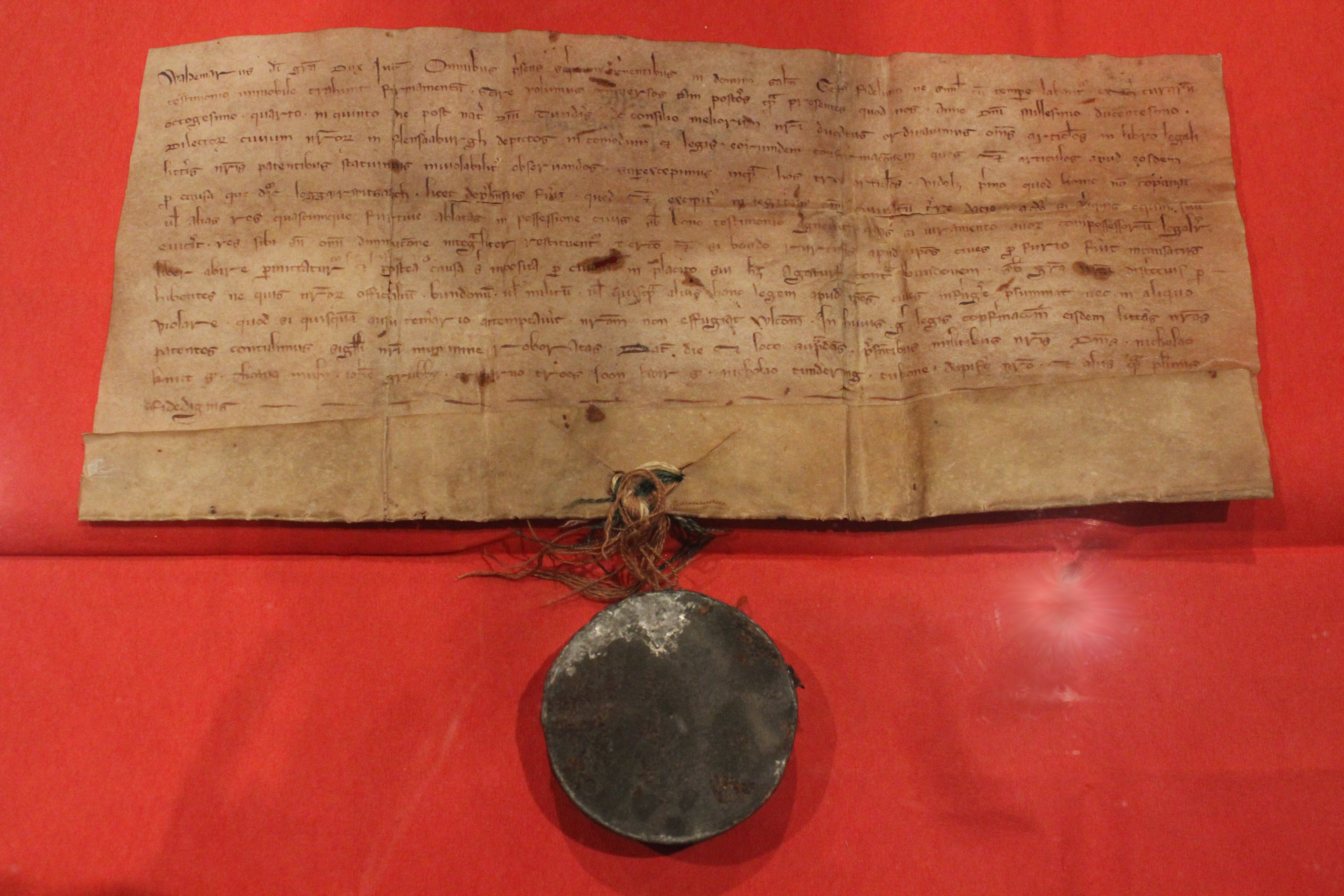

امتيازات البلدة أو حقوق المدينة هي واحدة من السمات المهمة للمدن الأوروبية خلال معظم الألفية الثانية. كانت البلدة من الناحية القانونية تُميَّزُ عن الأراضي المجاورة لها بصك يصدره العاهل الحاكم، ويحدد امتيازات وقوانين البلدة. كان كثير من هذه الامتيازات متعلقا بالتجارة (أحقية افتتاح سوق أو تخزين بضائع..الخ) وإنشاء النقابات. كانت بعض هذه الامتيازات دائمة وقد تعني ضمنيًا أن المدينة حصلت على حق بتسميتها بالمدينة، ومن هنا أتت تسمية «حقوق المدينة».